# Ней (река)
Ней — река в России, протекает по территории Поповпорожского сельского поселения Сегежского района Республики Карелии. Длина реки — 10 км.
Река берёт начало из болота без названия на высоте выше 106 м над уровнем моря.
Течёт преимущественно в северо-восточном направлении по заболоченной местности.
Река в общей сложности имеет три притока суммарной длиной 3,0 км.
Втекает на высоте 89,3 м над уровнем моря в Выгозеро, через которое протекает Беломорско-Балтийский канал.
Населённые пункты на реке отсутствуют.
Код объекта в государственном водном реестре — 02020001312202000005116.